# Trattamento dell'infezione da HIV
Il trattamento dell'infezione da HIV è imperniato sull'impiego di farmaci antivirali, con l'obiettivo di ridurre al minimo la presenza del virus all'interno dell'organismo e permettere al sistema immunitario di tornare ad un livello di attività minimo.
Si tratta di una delle pietre miliari della medicina moderna, avendo permesso un notevole aumento della sopravvivenza dei malati di AIDS, precedentemente condannati nella grande maggioranza dei casi a soccombere a causa di un'infezione opportunistica o di altre complicanze: infatti, grazie alla terapia farmacologica, attualmente l'aspettativa di vita dei pazienti che presentano un'infezione da HIV e assumono la terapia è paragonabile a quella dei soggetti sani.
La terapia HAART (sigla di Highly Active AntiRetroviral Therapy, "terapia antiretrovirale altamente attiva") rappresenta il principale approccio terapeutico delle infezioni da parte del virus HIV nei paesi sviluppati. Essa si basa sull'utilizzo combinato di varie classi di farmaci allo scopo di abbattere la carica virale, in modo da stabilizzare il sistema immunitario del paziente e prevenire eventuali infezioni opportunistiche.

## Storia
Il primo farmaco approvato dall'FDA per il trattamento antiretrovirale fu la azidotimidina (AZT), un inibitore della trascrittasi inversa (RTI), che entrò in commercio nel 1987. Tale avvenimento spianò la via alla produzione di altri farmaci della stessa classe (didanosina, zalcitabina ecc.). Tuttavia ben presto apparve chiaro che tali farmaci spesso risultavano inefficaci se somministrati singolarmente, a causa della diffusa comparsa di mutazioni del virus che determinavano resistenza alla terapia; si tentò di ovviare al problema aumentando le dosi, ma ciò ebbe come risultato la comparsa di vari effetti collaterali nonché l'inasprimento e la diffusione delle resistenze ai farmaci.
A partire dal 1992 si iniziò quindi a sperimentare una duplice terapia, ovvero la somministrazione combinata di due farmaci (come zalcitabina e AZT), la quale in vari trial clinici dimostrò importanti capacità di riduzione della mortalità rispetto alla semplice monoterapia.
Nel 1995 venne approvato il saquinavir, capostipite della classe degli inibitori della proteasi, i quali da allora vennero implementati negli schemi terapeutici e utilizzati assieme alla duplice terapia, con risultati ancora migliori sotto il profilo della conta dei CD4 e della mortalità: a partire dalla seconda metà degli anni '90 s'iniziò quindi a definire questo approccio terapeutico basato sull'uso di almeno tre farmaci "Highly Active AntiRetroviral Therapy", o HAART, differenziandolo dalla terapia antivirale generica (che da allora viene definita "AntiRetroviral Therapy", ART).

## Farmaci utilizzati
Lo schema terapeutico può avvalersi di varie classi di farmaci, ognuno con una propria attività e bersaglio, diverso a seconda dello stadio di maturazione virale. Generalmente vengono impiegati due inibitori nucleosidici della trascrittasi inversa assieme a un altro tipo di farmaco, come un inibitore della proteasi o dell'integrasi virale: lo schema iniziale può essere modificato a seconda dello sviluppo o meno di resistenze.

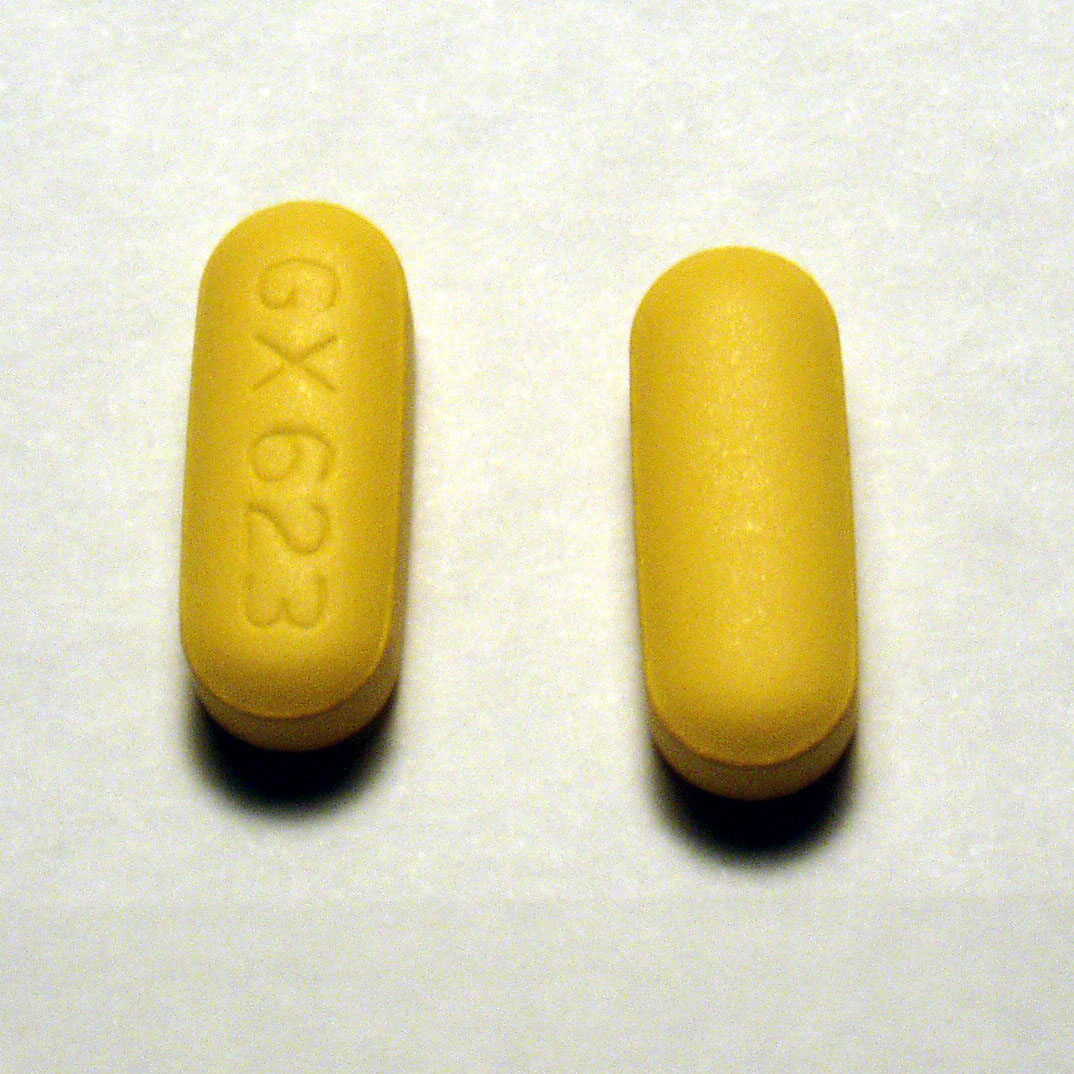
Abacavir, un inibitore nucleosidico della trascrittasi inversa (NARTI or NRTI)

### Inibitori nucleosidici e nucleotidici della trascrittasi inversa
Si tratta di analoghi nucleosidici o nucleotidici, che vengono riconosciuti dalla trascrittasi inversa ed inseriti nella catena di DNA che l'enzima sta producendo utilizzando l'RNA virale come stampo. Questi analoghi nucleosidici/nucleotidici agiscono come terminatori: una volta inseriti l'allungamento della sequenza di DNA viene interrotto: gli analoghi infatti non presentano i gruppi ossidrilici in posizione 3' e conseguentemente non possono legare altri nucleosidi, pertanto la produzione di DNA virale risulta difettiva e viene quindi impedita la maturazione dei virioni.
A questa classe appartengono AZT, lamivudina, tenofovir e emtricitabina.

### Inibitori non nucleosidici della trascrittasi inversa
Questi farmaci bloccano l'enzima tramite regolazione allosterica, ovvero non legandosi al sito attivo dell'enzima (come gli analoghi nucleosidici) ma ad un'altra sua parte, detta sito allosterico. La nevirapina, ad esempio, si lega ad una tasca idrofobica vicina al sito attivo, impedendo stericamente l'allungamento della catena di DNA.
HIV-2 risulta intrinsecamente resistente a questa classe di farmaci.
Attualmente vengono impiegati sia farmaci di prima generazione (nevirapina, efavirenz) sia di seconda generazione, più recenti (rilpivirina).
Tali farmaci possono anche impedire l'attivazione degli inflammasomi, complessi proteici del sistema immunitario coinvolti nello sviluppo della malattia di Alzheimer.

### Inibitori della proteasi
Le proteine virali vengono prodotte a partire da lunghe catene polipeptidiche, che vengono sezionate dalla proteasi virale permettendo la creazione delle singole proteine. Gli inibitori della proteasi hanno come intuibile il ruolo di inibire questo enzima, cosicché la produzione di proteine virali risulta difettiva (le proteine non vengono prodotte, o se prodotte non funzionano).

### Inibitori della fusione
Questa classe di farmaci impedisce l'entrata del virus all'interno della cellula. L'HIV-1 sfrutta varie proteine come recettore per legarsi all'esterno della membrana plasmatica, come CD4, CCR5 e CXCR4. Gli inibitori della fusione legano questi recettori impedendo il legame con il virus e conseguentemente il suo ingresso all'interno della cellula.
Maraviroc lega CCR5 (un co-recettore), mentre enfuvirtide lega gp41 (una glicoproteina che avvicina fisicamente la membrana di rivestimento virale a quella della cellula e ne permette la fusione vera e propria). L'utilizzo di questi due farmaci può rendersi vano nel caso di mutanti virali con un'elevata affinità verso altre proteine recettoriali, come il CXCR4, per le quali non esistono attualmente inibitori (venne sperimentato l'utilizzo off-label del plerixafor, un inibitore di CXCR4, ma alcuni trial dimostrarono la sua scarsa attività antivirale).
In rari casi, gli individui possono presentare una mutazione nel gene delta CCR5 che risulta in un co-recettore CCR5 non funzionale e, a sua volta, un mezzo di resistenza o progressione lenta della malattia. Tuttavia, come accennato in precedenza, questo meccanismo può essere superato se una variante dell'HIV che colpisce CXCR4 diventa dominante.
Attualmente sono in sviluppo nuovi farmaci che inibiscono l'entrata del virus nella cellula. Un esempio è il fostemsavir, farmaco approvato dalla FDA nel luglio 2020, che legando la proteina gp120 inibisce la fusione con la membrana cellulare. Il fostemsavir risulta risolutivo in molti casi di resistenza ai farmaci impiegati nella HAART, in quanto la gp120 presenta un tasso assai inferiore di mutazioni rispetto ad altri bersagli farmacologici.

### Inibitori della integrasi
Gli inibitori delle integrasi bloccano l'enzima integrasi virale, ossia l'enzima deputato ad incorporare il DNA virale all'interno della cellula ospite, per permettere la trascrizione.
Si tratta della classe di farmaci più recente: il capostipite, raltegravir, è stato approvato dall'FDA nel 2007, mentre gli altri due membri della famiglia, elvitegravir e dolutegravir, nel 2014.

## Regimi terapeutici
Come già accennato, la maggior parte dei regimi terapeutici prevedono l'impiego di due inibitori nucleosidici e un farmaco di un'altra classe, come un inibitore della proteasi o un inibitore della integrasi.
L'utilizzo di almeno tre farmaci rispetto alla monoterapia o alla duplice terapia presenta infatti vari vantaggi:
- la possibilità di attaccare il virus su più fronti e ridurre il più possibile la carica virale;
- la maggiore difficoltà nello sviluppo di mutazioni spontanee con la comparsa di resistenze da parte del virus: nel caso in cui si manifesti una resistenza ad uno dei farmaci impiegati vi saranno sempre gli altri due ad agire, e sarà comunque sempre possibile modificare il farmaco o la classe di farmaci impiegati[32]. La diminuzione della carica virale inoltre ha come conseguenza indiretta proprio la diminuzione della possibilità di comparsa di mutazioni[33].

Nel corso degli anni sono stati rilasciate varie formulazioni a dose fissa, ossia più farmaci combinati all'interno di un'unica pillola: ad esempio, nel 1997 la GlaxoSmithKline rilasciò una combinazione lamivudina + AZT con il nome commerciale di Combivir, mentre nel 2004 venne commercializzata la combinazione tenofovir + emtricitabina con il nome di Truvada da parte della Gilead Sciences.

## Obiettivi
Il principale obiettivo di qualsiasi terapia antivirale è raggiungere dopo circa 24 settimane dall'inizio della terapia una viremia tale da non poter essere più rilevabile, indicativamente sotto le 50 copie per millilitro.
Dal punto di vista immunologico, l'obiettivo è portare i linfociti CD4 a una soglia pari o superiore alle 350 cellule/μL, soglia che permetterebbe un ripristino (seppur minimo) dell'attività immunitaria.
In caso di un numero di copie virali superiore alle 50 per millilitro viene considerato il fallimento virologico della terapia; un numero di CD4 inferiore ai 350 per microlitro indica invece il fallimento immunologico, anche in presenza di una soppressione del virus. In quest'ultimo caso si assiste generalmente ad un prognosi peggiore rispetto ai casi in cui il livello minimo di CD4 è stato raggiunto.

### Fallimenti terapeutici
In alcuni casi la terapia HAART porta a risultati non ottimali, a causa dell'intolleranza ai farmaci o degli effetti collaterali dei farmaci stessi, così come per l'eventualità di infezione dovuta a un ceppo di HIV farmaco-resistente. La non aderenza alla terapia è indubbiamente fra i motivi principali per cui alcuni soggetti non ne traggono i benefici desiderati. Le cause possono facilmente essere ricondotte a molteplici fattori. Fra le principali tematiche psicosociali spiccano il difficoltoso accesso alle strutture mediche e il contemporaneo mantenimento della segretezza dei dati personali; a rendere ancor più difficile l'implementazione dei supporti sociali può esservi la presenza in non sporadici casi di una patologia psichiatrica e l'abuso di droghe. I regimi disponibili per la terapia HAART possono risultare complessi e quindi difficili da seguire, a causa del gran numero di principi attivi da assumere frequentemente; tuttavia l'introduzione di preparazioni farmacologiche combinate di differenti principi attivi ha reso disponibili trattamenti che riducono l'assunzione di medicinali anche ad una singola somministrazione giornaliera.
Trattandosi di una terapia complessa e portatrice di numerosi effetti collaterali, a fronte di progressi non riscontrabili, i principali rischi di fallimento sono legati a errori nell'assunzione dei farmaci e alla sospensione volontaria. L'abbandono o anche la mancata assunzione di alcune dosi della terapia porta inevitabilmente allo scarseggiare degli inibitori nel plasma a livelli inferiori, facendo sì che il virus possa riprendere la replicazione, la quale, in presenza delle dosi sub-inibenti del farmaco, porta inevitabilmente all'emergere di mutamenti resistenti: in qualsiasi momento potrebbe essere tardi per riprendere la vecchia terapia, e non è infrequente che essa debba essere sostituita. La ripresa dell'attività virale comporta le normali conseguenze nel crollo del livello dei linfociti CD4+ e nell'aumento della carica virale nel sangue, e quindi della contagiosità dell'individuo.
I farmaci anti-retrovirali sono costosi e la maggior parte degli individui infetti non hanno la possibilità di averne accesso, tuttavia, i costi nei paesi a basso reddito sono recentemente scesi. Inoltre, il successo del trattamento è correlato con la qualità dei servizi sanitari presenti.

## Modalità di trattamento

### Inizio della terapia
Nel corso degli anni vi sono state varie discussioni sulle corrette tempistiche di avvio della terapia: sin dalla comparsa della HAART a metà degli anni '90 vari trial clinici dimostrarono una miglior risposta alla terapia combinata, con una riduzione della carica virale e della mortalità, se essa veniva cominciata il prima possibile, anche a ridosso della diagnosi, approccio che negli USA venne definito "hit hard, hit early". Alcuni studi successivi tuttavia suggerirono che l'avvio immediato della terapia portasse pochi benefici tangibili, e al contrario aumentasse sensibilmente la comparsa di effetti collaterali.
Ciononostante, attualmente esiste un elevato grado di consenso a livello internazionale sull'iniziare la terapia il prima possibile, in quanto l'avviamento precoce risulta nella maggior parte dei casi portare maggiori benefici rispetto ad un atteggiamento attendista. Ad esempio, le attuali linee guida italiane sul trattamento delle infezioni da HIV-1, pubblicate nel 2017 dalla Società Italiana di Malattie Infettive e Tropicali, si orientano proprio in questo senso, suggerendo di iniziare la terapia antiretrovirale ancor prima di conoscere il genotipo virale, in quanto un trattamento in fase iperacuta consente una riduzione del reservoir virale di circa 20 volte maggiore rispetto a chi ha iniziato la terapia in un secondo momento.

### Casi particolari

#### Bambini
Le linee guida rilasciate dal WHO nel 2013 prevedono specifici regimi terapeutici per neonati e bambini:
- sotto i tre anni di età, viene raccomandato l'uso di abacavir (o AZT) + lamivudina + lopinivir + ritonivir;
- sopra i tre anni di età, viene raccomandato l'uso di abacavir + lamivudina + efavirenz.

Il trattamento dei bambini risulta problematico soprattutto nei paesi del terzo mondo, dove a causa degli alti costi delle terapie spesso i bambini ricevono una sola dose di nevirapina, o non vengono trattati affatto.

#### Gravidanza
Il trattamento nelle donne in gravidanza risulta benefico anche per il feto, essendo la probabilità di trasmissione direttamente collegata alla carica virale della madre: tale probabilità risulta superiore al 50% in caso di carica uguale o maggiore alle 100000 copie o più per millilitro, e inferiore all'1% sotto le 1000 copie/ml.
Le linee guida consigliano di eseguire un'analisi della carica virale in vicinanza del parto: se risulta rilevabile l'HIV-RNA, oltre alla normale terapia si suggerisce di somministrare una dose di zidovudina per via endovenosa durante il parto.
Il parto cesareo sembra avere un minor rischio di trasmissione dell'infezione, probabilmente per la minor possibilità di sviluppare traumi a feto e madre, trattandosi di un intervento chirurgico. In ogni caso, è altamente sconsigliato l'allattamento al seno.

## Effetti collaterali
Gli effetti collaterali della terapia HAART sono riconducibili ai singoli farmaci e comprendono lipodistrofia, dislipidemia, diarrea, insulino-resistenza, aumento dei rischi cardiovascolari, danni a carico dell'apparato scheletrico (osteopenia/osteoporosi tuttavia spesso riconducibile all'azione diretta del materiale virale, o alla carenza indotta di vitamina D), e una diminuzione dell'energia dell'individuo per effetti negativi sui mitocondri.
Nello specifico, le varie classi di farmaci possono indurre:
- Inibitori nucleosidici della trascrittasi: acidosi lattica, steatosi epatica, neuropatia periferica, miopatia. Tali evenienze risultano tuttavia meno diffusi nei moderni farmaci attualmente in commercio, come la lamivudina e il tenofovir[58].
- Inibitori non nucleosidici della trascrittasi inversa: sono generalmente ben tollerati. La nevirapina può risultare epatotossica nelle donne con valori di CD4 elevati[59].
- Inibitori della proteasi: possono aumentare l'incidenza di dislipidemia e diabete mellito di tipo 2[60].
- Inibitori della integrasi: di solito vengono ben tollerati dall'organismo, occasionalmente possono causare aumenti dei livelli sierici di creatinina e miopatia[61]

## Terapia complementare e medicina alternativa
Negli Stati Uniti, circa il 60% dei pazienti affetti da HIV, utilizza varie forme di medicina complementare o alternativa. Nonostante l'uso diffuso di tali terapie, l'efficacia di esse non è stata stabilita, anzi uno studio del 2005 ha concluso come siano "insufficienti" le prove "per sostenere l'uso di erbe medicinali in individui infetti da HIV e malati di AIDS". L'agopuntura è stata proposta solo per il sollievo sintomatico, ma non per il trattamento o la cura per l'HIV o l'AIDS.
La somministrazione supplementare di vitamine o minerali ha dimostrato benefici in alcuni studi. Dosi giornaliere di selenio sono in grado di portare benefici ed essere usate come terapia aggiuntiva ai normali trattamenti antivirali, ma non può curare l'infezione.
Vi sono alcune prove che la vitamina A nei bambini riduca la mortalità e migliori la crescita. Un ampio studio effettuato in Tanzania su donne malnutrite e immunologicamente compromesse in gravidanza e in allattamento, che hanno mostrato una serie di vantaggi dall'integrazione multivitaminica quotidiana. L'assunzione di micronutrienti a livelli RDA per gli adulti infettati da HIV è raccomandata dall'Organizzazione Mondiale della Sanità (OMS). L'OMS precisa inoltre che numerosi studi indicano che la supplementazione di vitamina A, zinco e ferro è in grado di produrre effetti negativi sugli adulti l'HIV positivi.